# Зета (буква)
Вижте пояснителната страница за други значения на Зета.
Зета (старогръцки) или Зита (новогръцки) (Ζήτα, главна буква Ζ, малка буква ζ) е шестата буква от гръцката азбука. В гръцката бройна система с тази буква се означава 7.
Малката буква ζ се използва като символ за:
- Зета функция в математиката.
- Шестата по яркост звезда от дадено съзвездие в астрономията.
- В Биофизиката се използва за означаване на електрокинетичен потенциал.